# Bundelkhand University
Die Bundelkhand University ist eine öffentliche Hochschule in Jhansi, Uttar Pradesh, Indien. Sie besteht seit August 1975. Es gibt 26 Institute mit 104 angebotenen Studiengängen.